# Jiang Qing

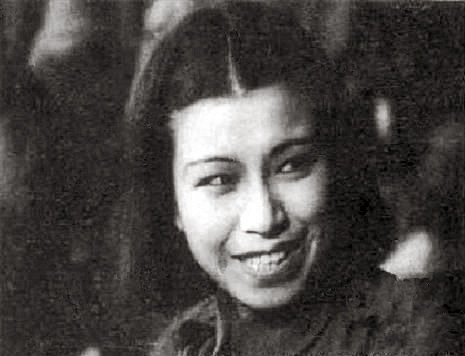
Jiang Qing (1935)

Jiang Qing (chiń. 江青; pinyin Jiāng Qīng, wym. [tɕjɑ́ŋ tɕʰíŋ]; ur. 19 marca 1914, zm. 14 maja 1991) – czwarta żona Mao Zedonga, która jako główny członek tzw. bandy czworga miała wielki wpływ na przebieg rewolucji kulturalnej (1966–1976). Z zawodu była aktorką.

## Życiorys
Urodziła się w Zhucheng w prowincji Shandong jako Lǐ Shūméng (李淑蒙). W młodości jako aktorka grała niewielkie role w filmach pod pseudonimem Lán Píng (蓝苹), działała też w organizacjach komunistycznych. Określana również mianem Madame Mao.
Po wybuchu wojny chińsko-japońskiej w 1937 uciekła z Szanghaju na stronę kontrolowaną przez wojska komunistyczne, gdzie poznała Mao Zedonga. Mao porzucił przebywającą wówczas w Moskwie na leczeniu żonę i przy powszechnym oburzeniu partyjnych kolegów związał się z Jiang Qing, ta zaś obiecała przez trzydzieści lat nie mieszać się do polityki.
Po 1963 Jiang Qing rozpoczęła intensywną działalność w sferze kultury, będąc główną agitatorką włączenia do tradycyjnej opery pekińskiej i baletu treści rewolucyjnych, sama stworzyła kilka takich dzieł.
Aktywność Jiang Qing nasiliła się w okresie rewolucji kulturalnej, gdy z działalności kulturalnej przeszła do polityki. Rozpoczęła aktywną walkę z aparatem partyjnym (Liu Shaoqi, Deng Xiaoping) i stała się głównym animatorem czerwonej gwardii. Jej pozycja umocniła się znacząco po klęsce Lin Biao w 1971. Ciesząc się pełnym zaufaniem Mao wraz z grupą współpracowników (tzw. banda czworga) wywierała silny wpływ na politykę państwową, inicjując oszczercze kampanie przeciw politycznym przeciwnikom.
Po śmierci Mao w 1976 została wraz z resztą członków bandy czworga poddana krytyce, usunięta z partii i aresztowana. Podczas trwającego w latach 1980–1981 procesu Jiang Qing broniła się głośno protestując i rzucając oskarżenia wobec przywódców partyjnych. Wyrokiem sądu została skazana na karę śmierci, którą w 1983 zamieniono na dożywotnie więzienie. Z powodu złego stanu zdrowia spowodowanego nowotworem została w 1991 roku tymczasowo zwolniona i przewieziona do szpitala, gdzie powiesiła się w łazience.